# Duga Luka
Duga Luka je naselje u Republici Hrvatskoj, u sastavu Grada Labina, Istarska županija. U lokalnom govoru najčešće se koristi ime Prtlog.

## Stanovništvo
Prema popisu stanovništva iz 2001. godine, naselje je imalo 20 stanovnika te 8 obiteljskih kućanstava.
| broj stanovnika |       |       | 76    | 75    | 74    | 65    |       |       | 32    | 43    | 30    | 21    | 18    | 18    | 20    | 27    | 30    |
|                 | 1857. | 1869. | 1880. | 1890. | 1900. | 1910. | 1921. | 1931. | 1948. | 1953. | 1961. | 1971. | 1981. | 1991. | 2001. | 2011. | 2021. |

## Povijest
Sve do cestovnog povezivanja Rapca s Labinom sredinom 19. stoljeća, Prtlog je bio glavna labinska luka. Luka nije imala nikakvu rivu ili drugu infrastrukturu, već se koristila isključivo zbog dobrog prirodnog položaja i dobre zaštite od vjetrova. U povijesti se Prtlog spominje kao mjesto u kojem su se uskoci iskrcali na noć svetog Sebastijana 20. siječnja 1519. godine prilikom neuspješnog napada na Labin. Prtlog je jedan od rijetkih lokalnih toponima koji svoje naziv vuče od romanskog jezika - Porto longo ili Porto lungo. Danas je Prtlog mjesto bez društvenih sadržaja, a jedina gospodarska aktivnost je privatni turistički smještaj.

## Znamenitosti
Područje između Labina, Rapca i uvale Prtlog karakterizira bogatstvo raznolikih i vrlo vrijednih osobina. Obalnu zonu odlikuju slikovite uvale, među kojima su najveće i najzanimljivije uvale Rabac i Prtlog. Obje su nastavci potočnih dolina koje počinju na labinskom platou i teku raznolikom serijom tercijarnih slojeva. Na mjestima gdje su u ovoj flišnoj seriji i vapnenci (npr. uz cestu za Rabac), javljaju se geomorfološki zanimljive kanjonske i denudacione forme. Vegetacija ovog područja također je neobično značajna. Posebno se to odnosi na obalni pojas između Rabačke uvale i rta Sv. Jurja. Nalazimo bogate sastojine crnike (Quercus ilex), a dopunjuju ih i značajne površine borovih šuma i travnjačkih površina. U kanjonima dolaze neke ugrožene biljne vrste (Adiantum capillus-veneris). Cijelo je to područje 1973. godine proglašeno značajnim krajobrazom "Labin-Rabac-Prtlog". Površina tog krajobraza je 1.121,5 hektara.
Na području Prtloga nalaze se ruševine romaničke crkve sv. Jurja i ostaci gradine. Na području značajnog krajobraza dogodio se 2022. godine ekocid kada je iskrčeno oko 6 hektara vrijedne šume, nakon čega je podignuta kaznena prijava protiv trgovačkog društva "Mari Top" d.o.o. iz Zagreba.